# Rhodostrophia pellonaria
Rhodostrophia pellonaria là một loài bướm đêm trong họ Geometridae.